# Ab antiquo
Ab antiquo è una locuzione latina che significa "dall'antichità", "sin da tempi antichi".
Questa frase viene utilizzata per esprimere un lungo arco temporale, un qualcosa la cui origine si perda nella notte dei tempi.
Un esempio tradotto è riscontrabile nella frase di Giacomo Leopardi: "Perché si ha cura fino ab antico di chiuder gli occhi ai morti?"
Altro esempio è nel libro di Giorgio Bassani Il giardino dei Finzi-Contini: "orto e rovine inalberavano ab antiquo il molto decorativo nome di Barchetto del Duca".